# Piotr Ianulov
Piotr Ianulov (né le 27 février 1986 en Gagaouzie) est un lutteur libre moldave.
Il remporte la médaille d’argent lors des championnats d'Europe de lutte 2019.